# Cheiracanthium denisi
Cheiracanthium denisi is een spinnensoort uit de familie Cheiracanthiidae.
De wetenschappelijke naam van de soort werd in 1939 gepubliceerd door Lodovico di Caporiacco.